# Галкін Лев Володимирович
Лев Володимирович Галкін (19 жовтня 1941, місто Дзержинськ Горьковської області, тепер Нижньогородської області, Російська Федерація) — радянський діяч, генеральний директор виробничого об'єднання «Звенигород» Одинцовського району Московської області. Член ЦК КПРС у 1990—1991 роках.

## Життєпис
У 1958—1960 роках — учень слюсаря, слюсар Заволзького ремонтно-механічного заводу. З 1960 року працював слюсарем Московського заводу спецверстатів.
З 1962 року — секретар комітету комсомолу Московського інституту хімічного машинобудування.
У 1965 році закінчив Московський інститут хімічного машинобудування.
У 1966—1968 роках — інженер науково-дослідного хіміко-технологічного інституту в місті Дзержинську; завідувач відділу Дзержинського міського комітету ВЛКСМ Горьковської області.
У 1968—1978 роках — заступник начальника цеху, начальник відділу Дзержинського заводу хімічного машинобудування Горьковської області.
Член КПРС з 1969 року.
У 1978—1983 роках — заступник директора, в 1983—1985 роках — головний інженер заводу виробничого об'єднання «П'ятигорськсільмаш» Ставропольського краю.
У 1985—1987 роках — директор виробничого об'єднання «Звенигород» Одинцовського району Московської області.
З 1987 року — генеральний директор виробничого об'єднання «Звенигород» Одинцовського району Московської області.
Подальша доля невідома.

## Нагороди і звання
- Заслужений працівник промисловості СРСР (21.12.1991)
- медалі